# Università federale nordcaucasica
L'Università federale nordcaucasica (SKFU, in russo Северо-Кавказский федеральный университет?, Severo-Kavkazskij federal'nyj universitet) è un ente di istruzione accademica russo situato a Stavropol'. Nel 2012 ha inglobato l'Università statale di Stavropol'.

## Struttura
- Istituto umanistico
- Istituto di ingegneria
- Istituto di matematica e scienze ambientali
- Istituto dei sistemi viventi
- Istituto di tecnologie informatiche e telecomunicazione
- Istituto di petrolio e gas
- Istituto di economia e gestione
- Istituto di scienze sociali e della formazione
- Istituto di legge